# Otto von Greyerz
Otto von Greyerz (Berna, 1863 – 1940) è stato un drammaturgo svizzero.

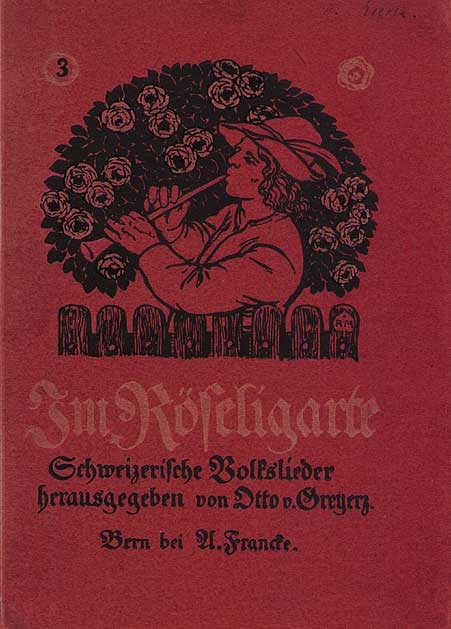
Im Röseligarte

Fu considerato uno degli ideatori del Festspiel, teatro in cui musica e canto diventavano abbellimenti ulteriori del dramma. Dopo il celebre Festspiel per il cinquantesimo anniversario della canzone bernese (1891), sfornò una serie di commedie minori.
Nel 1915 fondò il Berner Heimatschutztheater.